# Burckhard Bergmann

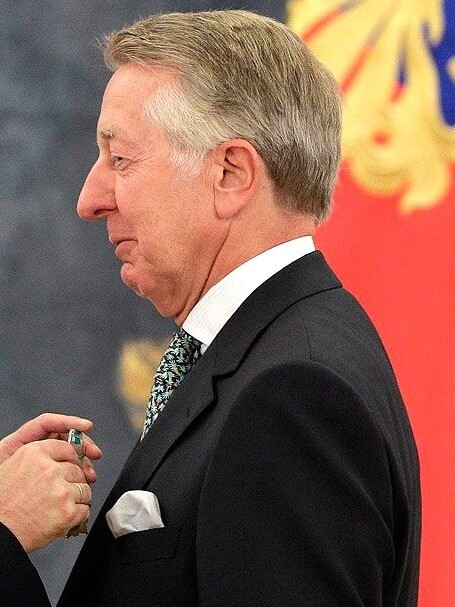
2011

Burckhard Bergmann (* 11. Februar 1943 in Sendenhorst) ist ein deutscher Industriemanager. Er war von 2001 bis zum 29. Februar 2008 Vorsitzender des Vorstands der E.ON Ruhrgas AG.

## Leben
Bergmann studierte von 1962 bis 1968 Physik an der Albert-Ludwigs-Universität Freiburg und der RWTH Aachen. 1970 wurde er mit einer Arbeit über Tendenzen im Stromverbrauch der chemischen Industrie der Bundesrepublik Deutschland zum Dr.-Ing. promoviert. Nach einer Tätigkeit beim Bundesministerium für Bildung und Forschung (1958–1969) und am Kernforschungsanlage Jülich GmbH, dem heutigen Forschungszentrum Jülich, wurde er 1972 Bereichsleiter Flüssigerdgasbeschaffung bei dem Gaskonzern Ruhrgas AG in Essen. 1978 wurde er Leiter der Erdgasbeschaffung.
1980 wurde Bergmann Mitglied des Vorstandes der Ruhrgas AG; 1996 Stellvertretender Vorsitzender des Vorstandes. Im Juni 2001 wurde Bergmann Vorsitzender des Vorstands der Ruhrgas AG; nach Übernahme durch E.ON wurde er ab 30. Juni 2004 Vorsitzender des Vorstandes E.ON Ruhrgas AG. Seit Januar 2003 ist er zudem Mitglied des Vorstandes der E.ON AG in Düsseldorf.
Von 2000 bis 2011 war Bergmann Mitglied des Aufsichtsrates der OAO Gazprom, Moskau (Russland). Er war einziger Ausländer im Aufsichtsrat des russischen Gasriesen Gasprom. Bergmann ist Mitglied der Aufsichtsräte der Allianz Lebensversicherungs-AG und der Jaeger Akustik GmbH & Co.
Er ist seit 1996 Stellvertretender Vorsitzender des Ost-Ausschuss der Deutschen Wirtschaft und Sprecher des Länderkreises Russland. Seit 2001 engagiert er sich im Präsidium und im Vorstand des Bundesverbandes der Deutschen Gas- und Wasserwirtschaft e.V. für Energieeinsparung und neue, umweltfreundliche Technologien. Seit Juli 2001 ist Bergmann Präsidiumsmitglied des Bundesverbandes der Deutschen Industrie. Er engagiert sich seit 2001 als persönliches Mitglied im Initiativkreis Ruhr.
Er ist seit 1962 Mitglied der KDStV Ripuaria Freiburg im Breisgau im CV.

## Ehrungen und Auszeichnungen
2003 erhielt er vom damaligen Landeshauptmann Franz Schausberger das Goldene Ehrenzeichen des Landes Salzburg. 2004 wurde er vom damaligen Ministerpräsidenten Peer Steinbrück für seine „herausragenden Verdienste für Nordrhein-Westfalen und insbesondere das Ruhrgebiet“ mit dem Verdienstorden des Landes Nordrhein-Westfalen ausgezeichnet. 2008 erhielt er das Bundesverdienstkreuz I. Klasse.